# صلالة
مدينة صلالة تقع في ولاية صلالة التابعة لمحافظة ظفار في سلطنة عمان. وهي مركز الولاية وحاضرة ظفار، وتقع على الساحل الجنوبي لسلطنة عمان. ويبلغ عدد سكان صلالة قرابة  ربع مليون نسمه في أكتوبر 2024 م بنسبة 69.2% من إجمالي سكان محافظة ظفار. ويبلغ عدد العمانيين 153,448 نسمة، بينما يبلغ عدد الوافدين 180,240 نسمة حسب إحصاءات تعداد 2020  تتميز صلالة بمقومات سياحية طبيعية، وتشتهر بالبخور واللبان، وتكثر فيها أشجار النارجيل الاستوائية التي لها ثمرة تشبه جوز الهند وتباع هناك بكثرة، والموز والفافاي. وتعتبر مدينة صلالة ثالث أكبر مدينة في سلطنة عمان من ناحية لإضافة إلى مناطق، صلالة الشرقية وصلالة الغربية والحافة والبليد والدهاريز الجنوبية والشمالية والسعادة الجنوبية والشمالية والعوقدين الشمالية والجنوبية والحصيلة والقوف والحصن وغيرها من الأحياء والمناطق التي تتوسع وتزداد عام بعد آخر. وهذه بعض مناطق صلالة:
الحافة، الحي التجاري صلالة، القوف، القرض، الحصيله.

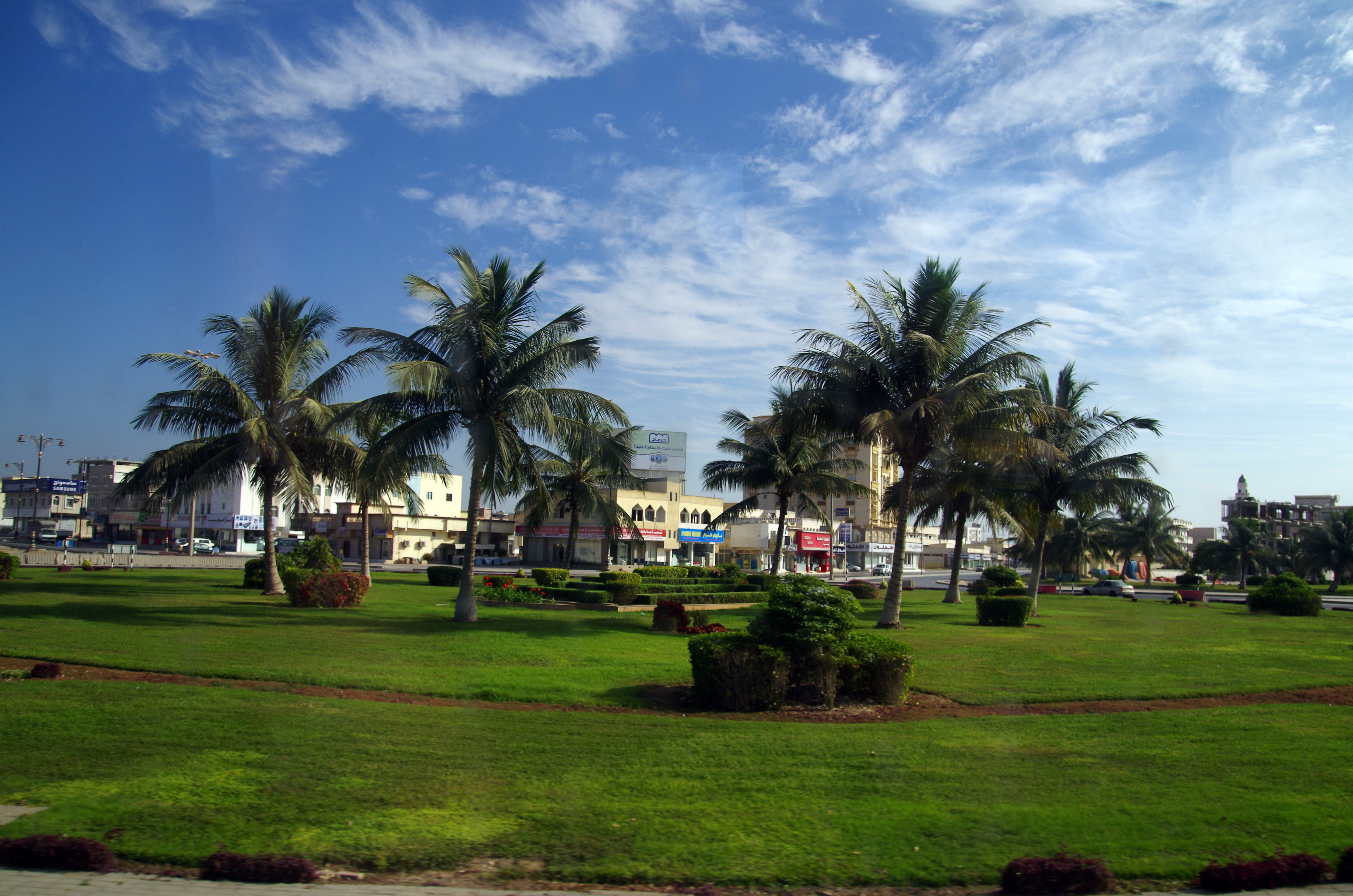
صلالة

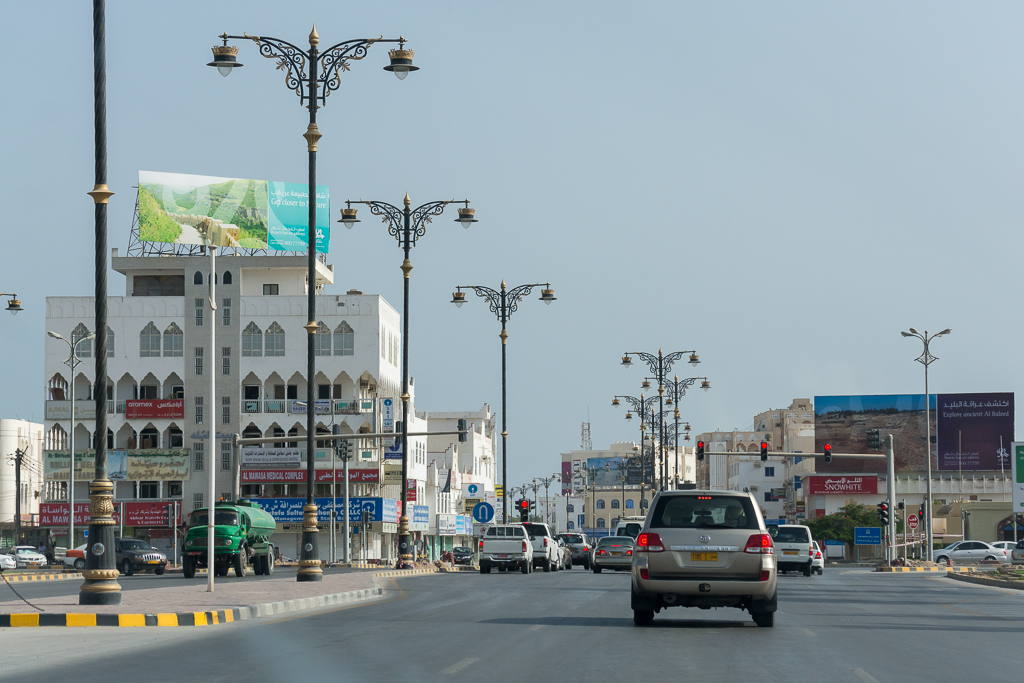
مدينة صلالة

## قطاع التعليم
في مدينة صلالة 4 مؤسسات تعليمية ثلاث حكومية و واحدة أهلية.
- جامعة ظفار ( أهلية )
- جامعة التقنية والعلوم التطبيقية
- كلية عمان للعلوم الصحية
- الكلية المهنية

## أهم المعالم السياحية

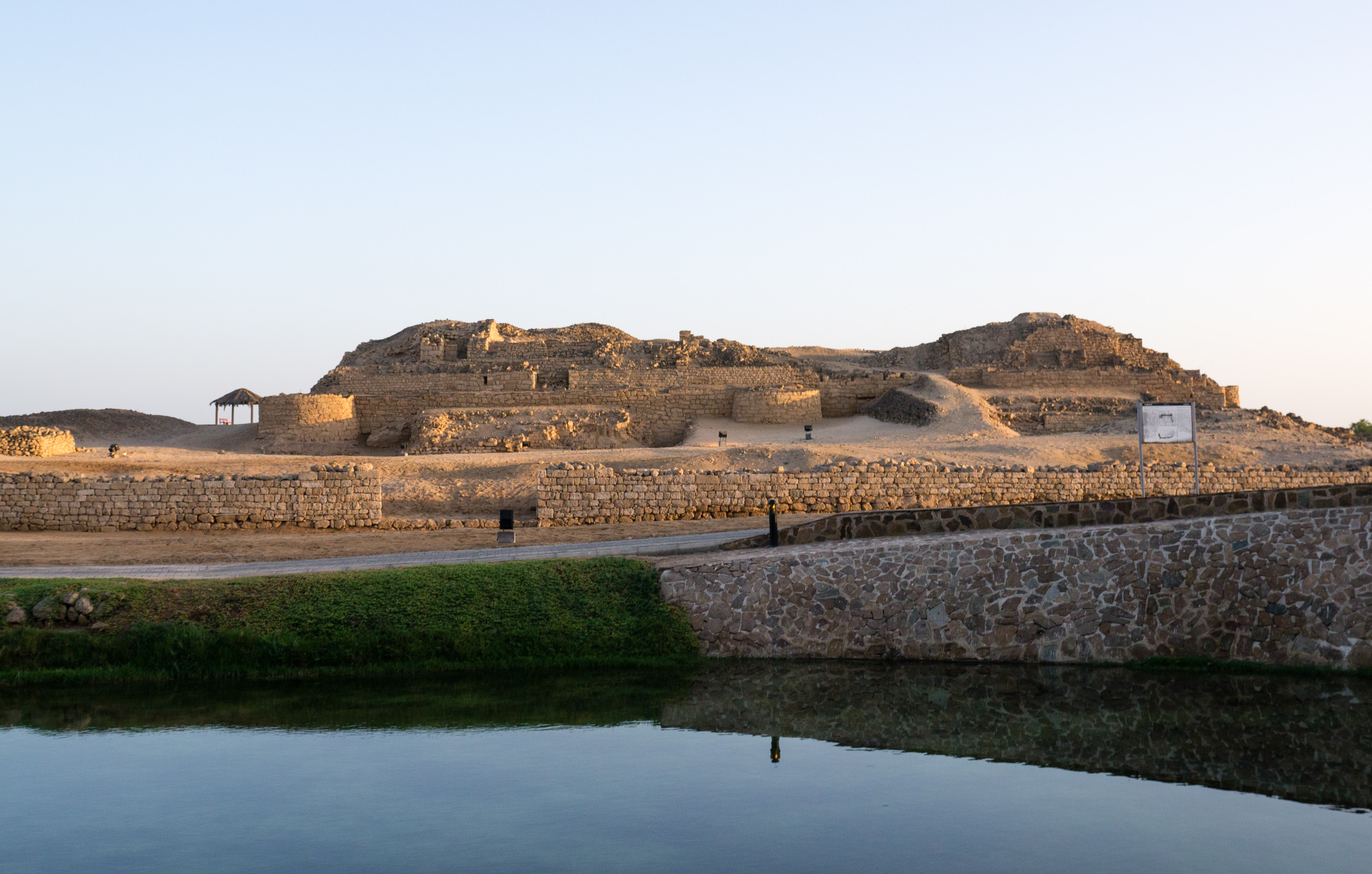
مدينة بليد الأثرية (صلالة)

- مدينة بليد الأثرية (صلالة)برج النهضة

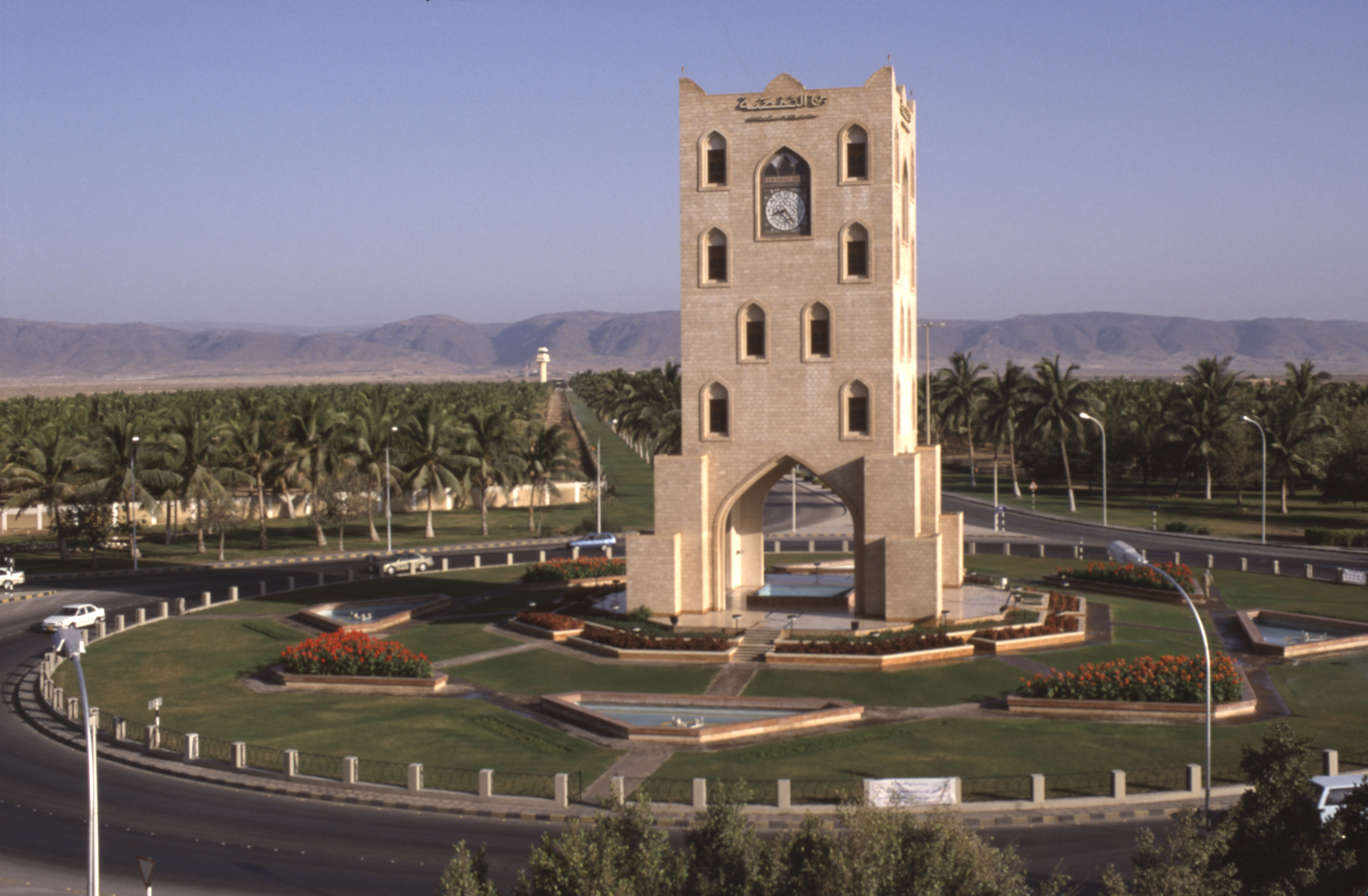
برج النهضة بصلالة

- مدينة البليد الاثرية
- السوق المركزي
- سوق الحصن
- شاطئ صلالة
- حديقة صلالة العامة
- منتزة اللبان
- سهل اتين
- وادي درباتبرج النهضة بصلالةسهل صحنوت
- جبل اتين
- ضريح النبي أيوب
- ضريح النبي عمران
- الدحقة
- عين رزات
- عين جرزيز
- شاطئ صلالةعين صحلنوت
- النافورات الطبيعية وشاطئ المغسيل

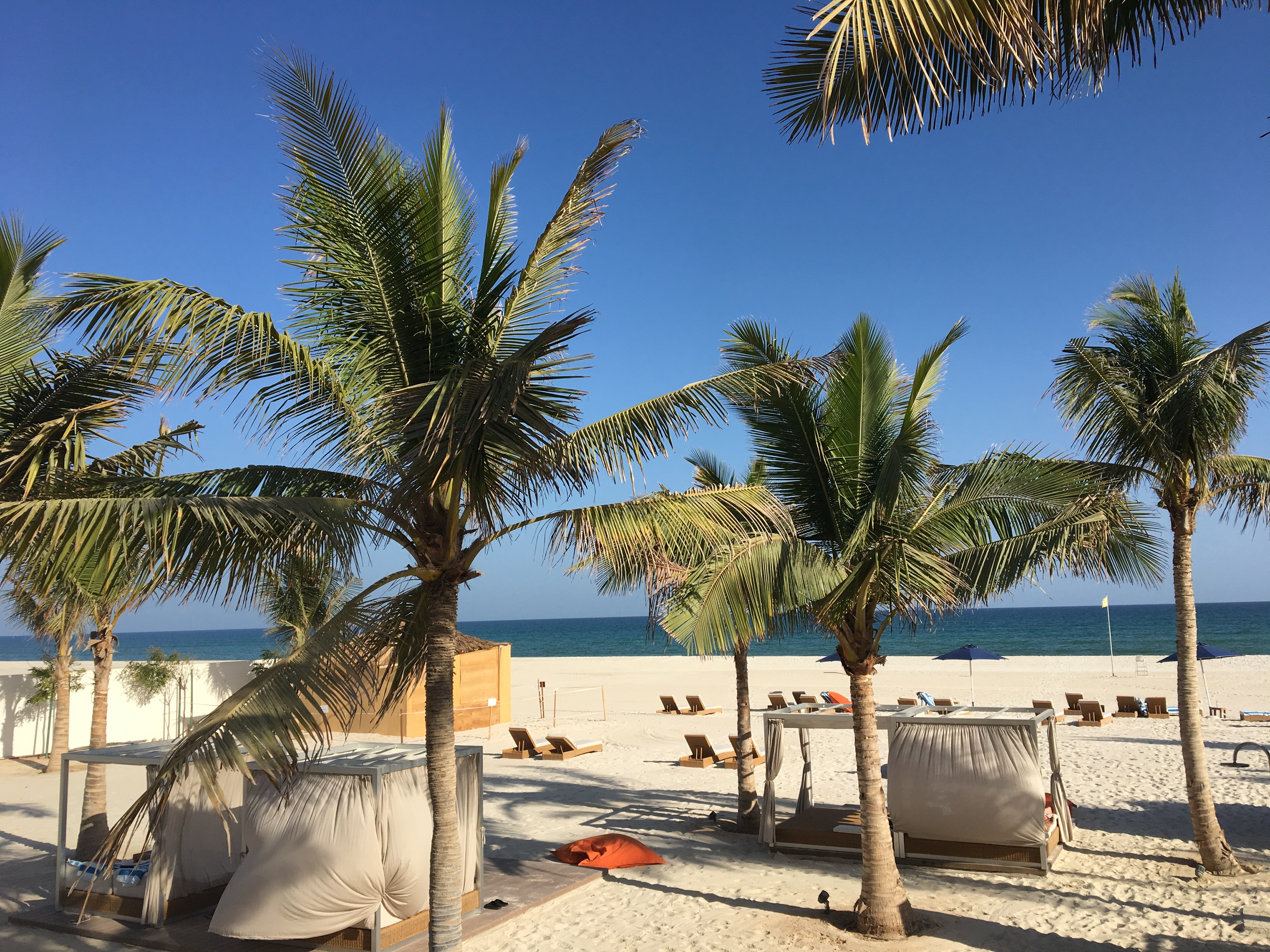
شاطئ صلالة

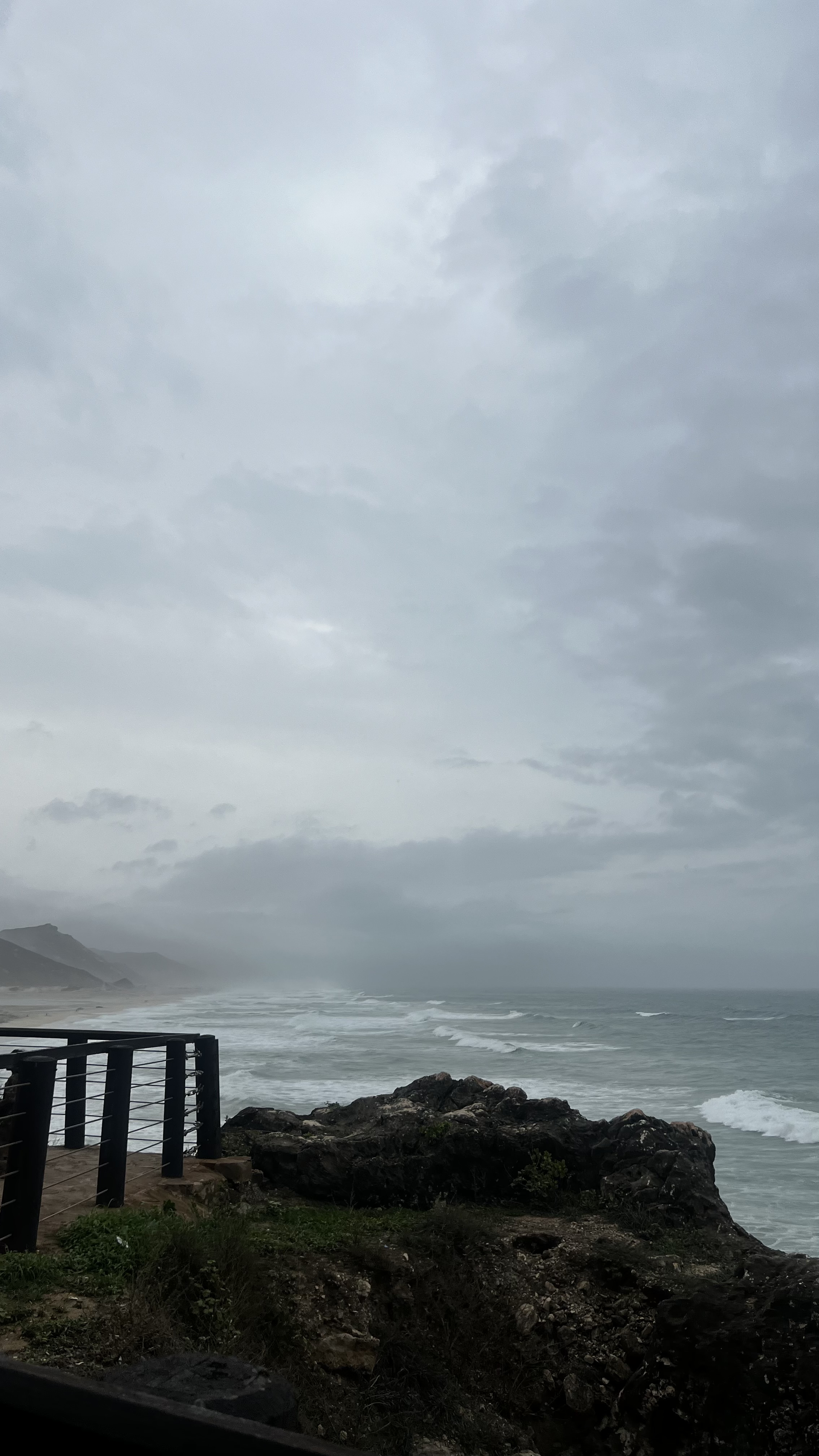
شاطئ المغسيل

كما تعتبر سهول صلالة موقعا جميلا لمحبي التخيم، ففي فترة الخريف يقوم الكثير من سكان محافظة ظفار لنصب مخيماتهم في كل من سهل صحلنوت وسهل اتين، وهو تقليد قديم لأهالي المحافظة في هذا الموسم منذ القدم.

## الدين

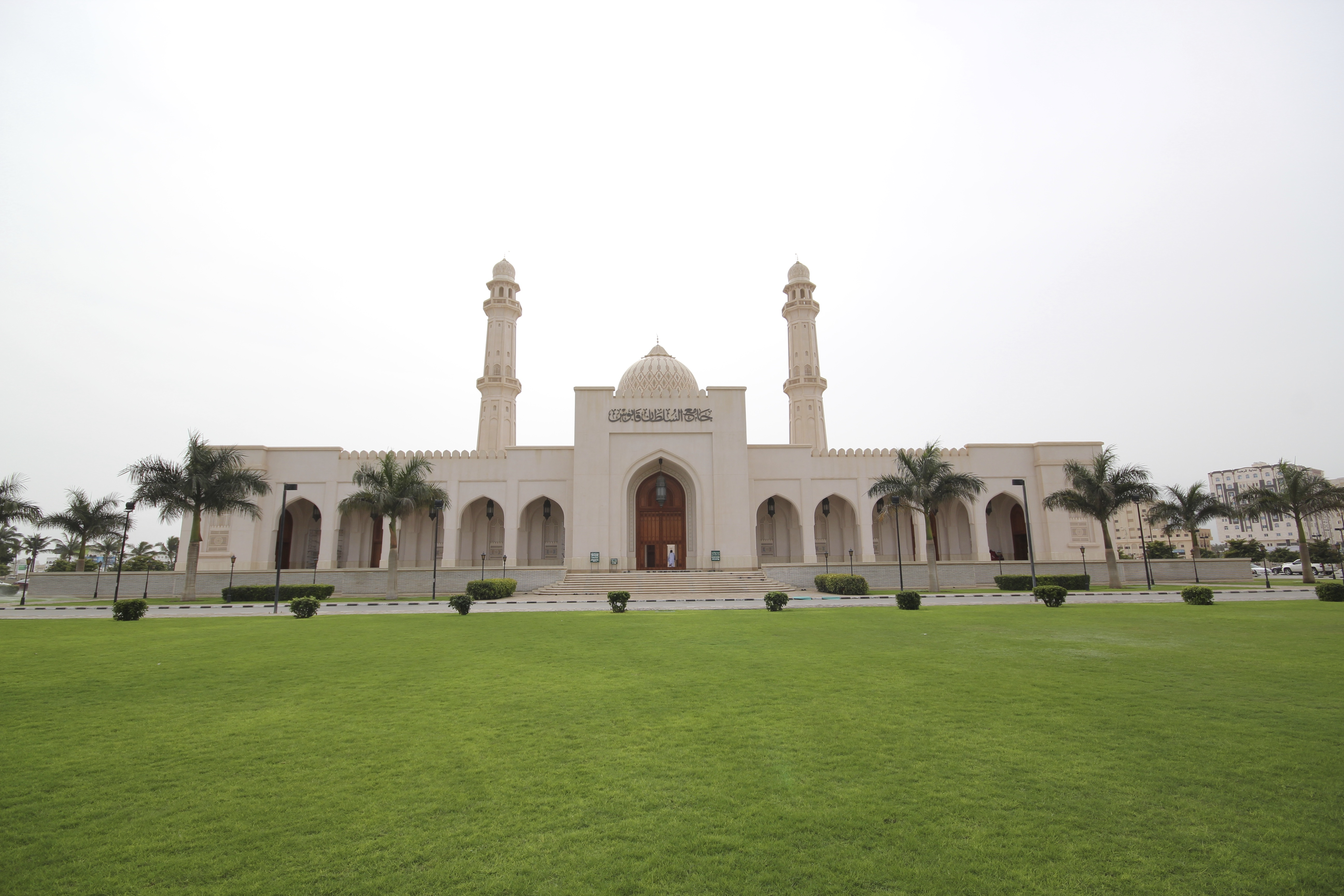
مسجد السلطان قابوس بصلالة

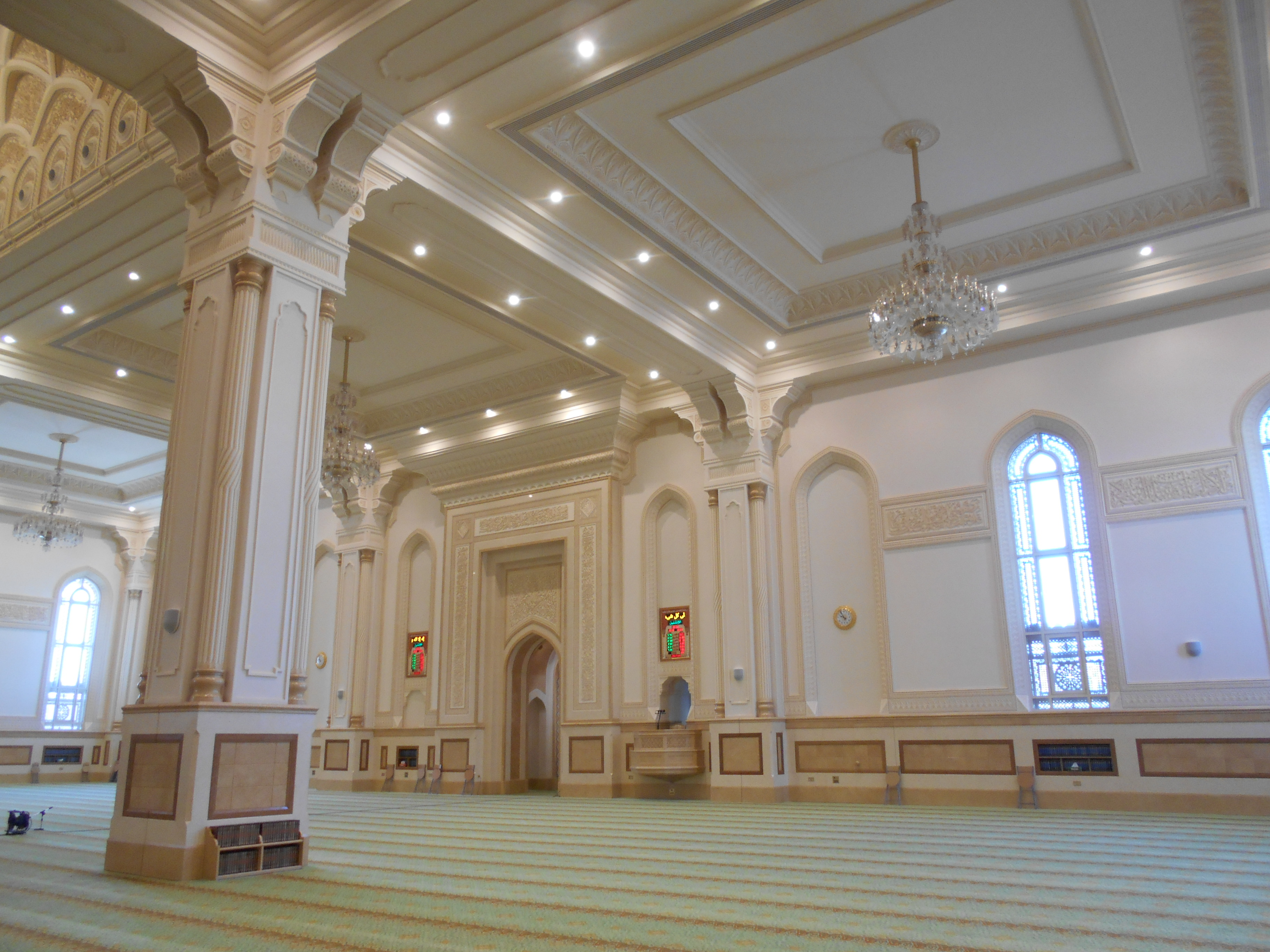
داخل مسجد السلطان قابوس بصلالة

الديانة الرسمية والوحيدة فيها هي الدين الإسلاميّ، وكل سكانها من أهل السنة التابعين للمذهب الشافعيّ، والمذهب الحنبلي، ومن أكبر الجوامع والمساجد في ولاية صلالة هي جامع السلطان قابوس، وجامع الشيخ عيسى المعشني، والمسجد الجامع، وجامع الشنفري، ومسجد عقيل، وجامع الحداد، وجامع الرحمن، وجامع البراعمة، ومسجد الشيخ أحمد عفيف البليد، ومسجد الهدى، وجامع بامزروع، وجامع باقديرة، وجامع السيدة عائشة، وجامع معاذ بن جبل، وجامع ابي داوؤد، ومسجد الشروق، وجامع بيت فاضل، ومسجد حبر

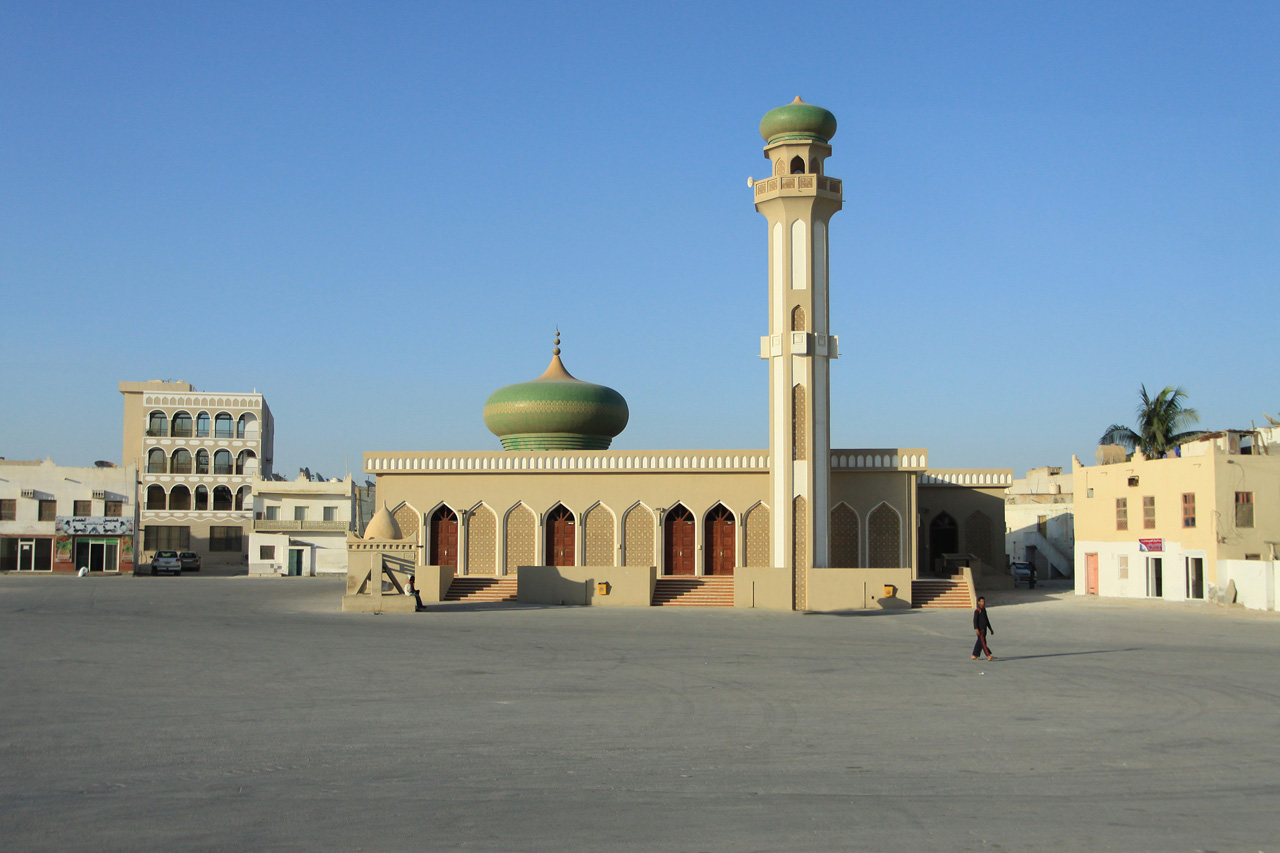
جامع في صلالة

- أهم الأماكن السياحية في صلالة مسجد السلطان قابوسجامع في صلالةيقع مسجد السلطان قابوس في وسط مدينة صلالة، وهو أحد أشهر مساجد السلطان قابوس في سلطنة عمان، كما يعد إحدى العجائب المعمارية؛ حيث يمتلك قبتان كبيرتان، ومئذنتان طويلتان لونها أبيض وتزينهما الزخارف الذهبية، أما الجزء الداخلي من المسجد فتم تزيينه بفوانيس جميلة، ونحت الجدران برسومات فريدة من نوعها، والأرض فيه مغطاة بسجاد أخضر اللون، ويعكس هذا المسجد العمارة العُمانيّة الرائعة.[١]
- جامع الشيخ عيسى المعشني: يقع في صلالة الغربية
- المسجد الجامع: يقع في صلالة الوسطى ويطلق عليه جامع صلالة الوسطى
- جامع آل البيت: يقع في عوقد الشمالية
- جامع الشنفري: يقع في القوف
- مسجد عقيل: يقع في القطيعة
- جامع الحداد: يقع في الدهاريز
- جامع الرحمن: يقع في سهل اتين
- جامع البراعمة: يقع في صلالة الجديدة
- مسجد الشيخ أحمد عفيف: في البليد
- مسجدالروضه في الحصيلة
- مسجد الهدى: يقع في صلالة الجديدة
- جامع بامزروع: يقع في صلالة الغربية
- جامع باقديرة: يقع في المعتزة
- جامع السيدة عائشة: يقع في المعتزة
- جامع معاذ بن جبل: يقع في صلالة الغربية
- جامع أبي داوود: يقع في المعتزة
- مسجد الشروق: يقع في منطقة الحصن
- جامع بيت فاضل: يقع في عوقد الجنوبية
- مسجد حبر: يقع في صلالة الغربية
- جامع المهرة: يقع في القرض

## الفنادق
- منتجع كراون بلازا: يقع منتجع كراون بلازا على بعد 2 كيلو متر عن مدينة صلالة وتحيط به الحدائق الاستوائية الخصبة. كما يضم حمام سباحة كبير في الهواء الطلق مع طلّة على المحيط الهندي والشاطئ الرملي.
- فندق هيلتون: يرحب فندق هيلتون بالنزلاء مع خدمة نقل المطار المجانية ويطل على المحيط الهندي في صلالة. يتم تقديم الإفطار إلى جانب بركة السباحة التي يمكن التحكم بدرجة حرارتها ويتم تقديم العشاء على موقد على الشاطئ ذي الرمل الأبيض.

تجمع الغرف في فندق هيلتون بين المرافق العصرية والمميزات العمانية الأصلية وتوفر أناقة فريدة. كما تضم ردهة ويؤدي بعضها إلى شرفة مع طلّة على حدائق النخيل والبحر.
- فندق الجويرا بولاية طاقة بوتيك: يقع فندق جُويرة البوتيكي في متنزه مرسى شاطئ صلالة ويقع في سهل حمران بولاية طاقة، ويقدم أماكن إقامة مكيّفة مع شرفات خاصة تطل على المحيط. ويوفر شاطئاً خاصاً ومسبحين في الهواء الطلق.

صممت كل غرفة بمزيج من التصميمات الأوروبية والشرقية، وتوفر تلفزيون ذي شاشة مسطحة، وميني بار، وحمّام داخلي. ويقدم الجناح غرفة معيشة منفصلة مع أريكة فخمة.
- فندق بيت الحافة: يتميز فندق بيت الحافة بديكور عماني تقليدي مزود بسجادات شرقية ومداخل مقنطرة، ويوفر مسبحاً خارجياً وملعب تنس ومواقف سيارات مجانية. وهو يبعد مسافة كيلومتر واحد عن مطار صلالة.
- فندق حمدان بلازا: يقع فندق حمدان بلازا على بعد 5 دقائق بالسيارة من مطار صلالة، ويضم مسبحا خارجيا كبيرا مع تراس شمسي. ويتمتع الفندق بإطلالات على المحيط الهندي وجبال ظفار.
- قرية سمهرم السياحية: يقع هذا المنتجع ذو الـ3 نجوم على شاطئ رملي في صلالة، ويقدم أماكن إقامة مكيفة الهواء ومزودة بمطبخ صغير. وتشمل جميع الإقامات شرفة مطلة على المسبح الخارجي أو الحدائق. وتتوفر خدمة الواي فاي المجانية في المناطق العامة.

يقدم منتجع سمهرم فيلات وشاليهات ذات مخطط مفتوح ومزينة بألوان لطيفة. تحتوي كل إقامة على منطقة جلوس تضم أرائك كبيرة وجهاز تلفزيون مع قنوات فضائية. ويضم المطبخ الصغير موقداً، كما توجد غسالة ملابس في الفيلات.
- فندق الجبل: يقع هذا الفندق على بعد 6 كم من مطار صلالة على طول شارع السلطان قابوس، ويبعد 200 متر فقط عن مستشفى السلطان قابوس. ويقدم الفندق خدمة نقل المطار كما يوفر موقف مجاني للسيارات في الموقع.
- فندق دربات: يوفر فندق دربات غرف مكيفة الهواء مع تلفزيون مع قنوات فضائية وحمام خاص. يضم مكتب استقبال يعمل على مدار 24 ساعة ومصعد. يتوفر موقف خاص مجاني للسيارات في الموقع.
- فندق أنوار المدينة 2: يقع انوار المدينة 2 على بعد 5 دقائق فقط بالسيارة من شاطئ الأوقاديان، ويقدم فيلات مكيفة مع شرفة ومطبخ. يشمل مكتب استقبال يعمل على مدار 24 ساعة وحديقة كبيرة مع مرافق الشواء.
- بيت الغبيراء للشقق الفندقية: قع فندق بيت الغبيراء على مسافة 5 دقائق من وسط مدينة صلالة ويضم تراساً. يوفر غرفاً مكيفة مع تلفزيون بقنوات فضائية وشرفة تطل على المنطقة المحيطة بالفندق.
- بيت الوفاء للشقق الفندقية: يقع فندق منزل الوفا للشقق الفندقية في ضلالة ويقدم شققاً فسيحة مكيفة مع تلفزيون. على بعد 10 دقائق عن الشاطئ، ويضم مصعداً وموقف عام مجاني.
- الأماكن للشقق الفندقية: يقع فندق الأماكن للشقق في صلالة، ويقدم شقق فسيحة مكيفة مع شرفات تطل على المنطقة المحيطة. لا يبعد سوى 10 دقائق بالسيارة عن الشاطئ، وعن مطار صلالة.

## الرياضة
يوجد بمدينة صلالة ملعبان أساسيان تقام فيهما المباريات الرسمية المحلية والإقليمية والدولية:
1- مجمع صلالة الرياضي: هو واحد من أقدم المجمعات الرياضية في السلطنة، ويقع في مدينة صلالة وقد أنشئ في عام 1990 حيث ساهم المجمع في تطور الرياضة في محافظة ظفار بفضل ما يحتويه من مرافق متنوعة.
- المرافق:

يضم مجمع صلالة الرياضي على العديد من المرافق والتسهيلات أبرزها ملعب كرة القدم بالمواصفات الأولمبية ويتسع لأكثر من 1000 متفرج مع منصة لكبار الشخصيات تتسع لـ 60 متفرج.
يحتوى أيضا على صالة للعلاج الطبيعي والإسعافات الأولية وغرف للمعلقين الرياضيين والحكام، وغرف تغيير الملابس للاعبين وسكن للفرق ومرافق أخرى.
كما يضم المجمع على مضمارين لسباقات الجري وألعاب القوى بالإضافة إلى التسهيلات الكاملة لمختلف ألعاب القوى. كما سيتم تجهيز مجمع صلالة الرياضي بمركز للفروسية مخصص ومجهز لتلبية احتياجات الفرسان للتمرين والمشاركة في الألعاب الأولمبية الثلاثة وهي التدريب وقفز الحواجز والفروسية، كما يمكن للجميع أيضاً استخدام تسهيلات المركز للاستمتاع برياضة ركوب الخيل.
2- استاد السعادة الرياضي:
- المرافق:

استاد كرة القدم ويتكون الاستاد من مدرجات في أربع اتجاهات.
كراسي الملعب وتكون سعتهم على النحو التالي: كراسي للجمهور بسعة (9300) كرسي، وكراسي كبار الشخصيات مجهزة بالتكييف بسعة (350) المستوى الأول، وكراسي للاعبين والصحفيين بسعة (336) المستوى الثاني.
الطابق الأرضي ويتكون من: مدخل منفصل لكل من كبار الشخصيات واللاعبين والجماهير، وعدد (4) غرف تغيير ملابس للاعبين مجهزة بجميع المرافق ودورات المياه، ومكتب مراقب المباراة، ومركز للمؤتمرات، وغرف للحكام، وشرطة عمان السلطانية.
الطابق الأول ويتكون من: مدرجات خاصة بكبار الشخصيات، وصالة مجهزة بالتكييف ومكان استقبال لكبار الشخصيات، وقاعة لاستعراض المباراة.
الطابق الثاني ويتكون من: عدد (5) غرف للتعليق مجهزة بالتكييف، وكراسي للزوار واللاعبين، وغرفة خاصة بالأمن، وغرفة خاصة بالتحكم بالصوت، وصالة متعددة الأغراض.
المدرجات الأخرى تتكون من: مدرجات للجماهير، وموقف خاص للإسعاف، ومكان خاص بتلفزيون وإذاعة سلطنة عمان، ومرافق خاصة بالتيلفونات، وصالات للصلاة.

### الأندية الرياضية
- نادي ظفار
- نادي النصر
- نادي الاتحاد
- نادي صلالة الهلال سابقا

## مهرجان صلالة السياحي
تقام فعاليات مهرجان صلالة السياحي في مركز البلدية الترفيهي بمنطقة إيتين القريبة من الجبل من 15 يوليو حتى 31 أغسطس من كل عام، وبه 7 مسارح وهي:
- مسرح الرئيسي
- مسرح الطفل
- مسرح الدائري
- مسرح البحيرة
- مسرح القرية التراثية
- مسرح المروج الذي افتتح عام 2006 ويعتبر أكبر مسرح بالشرق الأوسط

ويضم المهرجان قرية للتسوق العائلي ومنطقة الألعاب الكهربائية والهوائية والقرية التراثية ومطاعم ومعارض. ويتميز المهرجان بعروضه الموسيقية والثقافية ضمن الفعاليات، ويشتمل على عروض حية من الفن العماني والرقصات الشعبية المحلية والفنون التراثية بالإضافة إلى الحفلات الغنائية الساهرة والعروض الرياضية.

### شواطئ مدينة صلالة
شاطئ المغسيل، من أهم شواطئ صلالة حيث ينفرد بمياهه الزرقاء المائلة للأخضر الفيروزي، ورماله البيضاء التي تظللها أشجار النخيل، إضافة إلى مجموعة من النوافير الطبيعية التي تندفع منها المياه بشكل طبيعي من فتحات داخل  الصخور.
شاطئ الفزايا، يمتد هذا الشاطئ إلى عدة كيلومترات من المياه النقية الصافية والرمال البيضاء الناعمة، ويمتاز الشاطئ بالجبال التي تحيطه بالشاطئ.

### العيون والأودية في صلالة
تمتاز صلالة بوجود العديد من العيون والأودية التي تعد من أروع الأماكن الترفيهية الطبيعية، والتي من أشهرها
1 – عين رزات، وتعتبر أهم مصدر للمياه في محافظة ظفار، والتي بتلك العيون مجموعة من الكهوف الطبيعية الموجودة في تلال الحجر الجيري على امتداد الجانب الشمالي، ويحيط كل هذا بالخضرة الدائمة ما يمنح تلك العيون طبيعة ساحرة.
2- عين صحنوت، وتقع في وادي صحنوت الذي يبعد حوالي 15كم من صلالة، وتعتبر مدخلا لوادي غير أجمل أودية منطقة الجبل.
3- عين جرزيز، وهي أقدم العيون المائية في محافظة ظِفار، وتقع في منطقة اتين على بعد 14كم من صلالة.
4- سهل أتين ، الذي يوجد في الجزء الشمالي في صلالة ويعد وجهة للاستجمام للاسترخاء والاستجمام لما يتمتع به من مناظر طبيعية ساحرة بفضل مروجه الخضراء الرائعة.

## المعالم التاريخية

### آثار البليد
البليد (عمان) منطقة قديمة في عمان، حيث يوجد حصن وبقايا أرصفة الميناء والمساجد والمباني والمقابر المنتشرة. كما تم انشاء متحف البليد الذي يضم عدد من الآثار المُكتشفة من مختلف مناطق سلطنة عمان.

### متحف أرض اللّبان
يقع في منتزه البليد،بجانب آثار البليد، ويضم العديد من الآثار القديمة البحرية والحضارية، والتّي تمثل الحضارةَ العمانية القديمةَ، ومجموعة من المخطوطات القديمة، وأهمها الرّسالة التّي تم إرسالها من الرسول محمد إلى الملك عبد و جيفر بن الجلندي في عمان.

### الأضرحة
- ضريح النبي أيوب في نيابة (غدو)
- ضريح سالم بن أحمد بن عربية في (ريسوت)
- ضريح هود بن عامر في (قيرون حيرتي)
- ضريح النبي عمران في (القوف)
- ضريح جنيد في (الحصن)[4]

### سمهرم
من المدن الأثرية القديمة، والتّي يعود تاريخ بنائها إلى ما قبل الميلاد،ويوجد بها العديد من المخططات الاثرية. والقطع النّقدية القديمة والنقوش الحجرية والمعابد التي بُنيت في ذلك الوقت والتي يعود تاريخ بعضها للألف الثالث قبل الميلاد والجدير بالذكر أن النقوش الحميرية لا تزال واضحة على جدران القلعة وأعمدتها، وميناء سمهرم يعد من أقدم الموانئ في شبه الجزيرة العربية ومنه تُصّدر السلع والمنتجات المحلية إلى العالم الخارجي، وبدليل العثور على رسم لسفينة فرعونية كانت ترسو في ميناء سمهرم وهو الرسم الموجود حالياً في أحد المعابد بوادي الملوك في مدينة الأقصر الأثرية ب جمهورية مصر العربية. وقد أطلق على ميناء سمهرم إسم (موشاك) من قبل اليونانيون مثل ( بولنيوس _ وأسترابو )والذي يشير الى أهمية الميناء حيث كان المصدّر الاساسي لللبان.

### الكهوف القديمة في صلالة
- كهف المرنيف، الذي يوجد قرب شاطئ المغسيل، ويقع على بعد ٤٠ كيلومتر من صلالة[7] ويطل على البحر.وهو متشكل تحت صخرة هائلة من الحجر الجيري الصلب يعود تكوينه إلى ما يسمى في الخرائط الجيولوجية بـتكوينات عشوق، التي تشكلت خلال عصر الأوليجوسين، فالكهف عبارة عن كتلة هائلة تدحرجت أثناء تكّون الصخور الطبقية من الحجر الجيري الطباشيري،فقد تدحرج هذا الحجر الكبير ووقع في البحر أثناء تكوين الصخور المحيطة به من الحجر الجيري الطباشيري المشكَّل على هيئة طبقات.[8]
- كهف طيق، أحد أكبر الكهوف في العالم وأقدمها،ويبلغ حجمه حوالي 170 ألف مترمكعب، ويُعد من أهم الكهوف التي تشكل مصدر جذب للسياحة الطبيعية في ظفار ، كما توجد حفرة إذابة طوي، وتُعدّ هذه الحفرة من أكبر حفر الإذابة الطبيعية المحلية، كما تحتل المرتبة الـ48 بين الحفر الطبيعية في العالم.[9]

أكلات شعبية
في صلالة من الأطعمة الشعبية في صلالة ما يلي:[٣] الموثبي: أشهر مأكولات صلالة يدعى موثبي، وهو عبارة عن لحم أو دجاج مملح ومطبوخ على الحجارة، ويتم تقديمه مع الأرز الأصفر. المعاجين: يُعتبر هذا الطبق من الأطباق الشعبية في ظفار، وهو من الأطعمة المهمّة في الاحتفالات، ويتكوّن من شرائح لحم بقري أو لحم الجمل يتم تمليحها، ثم وضعها في الهواء لتجف، ثم قليها في مكعبات من الدهون، ويتميّز هذا الطبق بنكهته المميزة ويجب على من يزور صلالة أن يجرّبه. خبز لحوح: هو خبز شعبي يُقلى مرتين، ويكون حلو الطعم، وطازجاً، ويمكن مشاهدة نساء ظفار أثناء إعدادهنّ للطبق في مهرجان صلالة.

### الأسواق القديمة في صلالة
يعد سوق الحصن من أقدم أسواق مدينة صلالة، وهو السوق الأشهر في سلطنة عمان الذي يرد إليه راغبي شراء أفضل أنواع البخور واللبان، إضافة إلى كونه مكان مهم لبيع وعرض المنتجات والحرف التراثية التي تزخر بها صلالة، كما يوجد به سوق الذهب والفضيات.

### حصون محافظة ظفار التاريخية
يوجد في ظفار عددا من الحصون التاريخية التي تعتبر شواهد تاريخية على حضارة المنطقة، ومن هذه الحصون حصن مرباط، حصن سدح، حصن طاقة.

## معرض صور

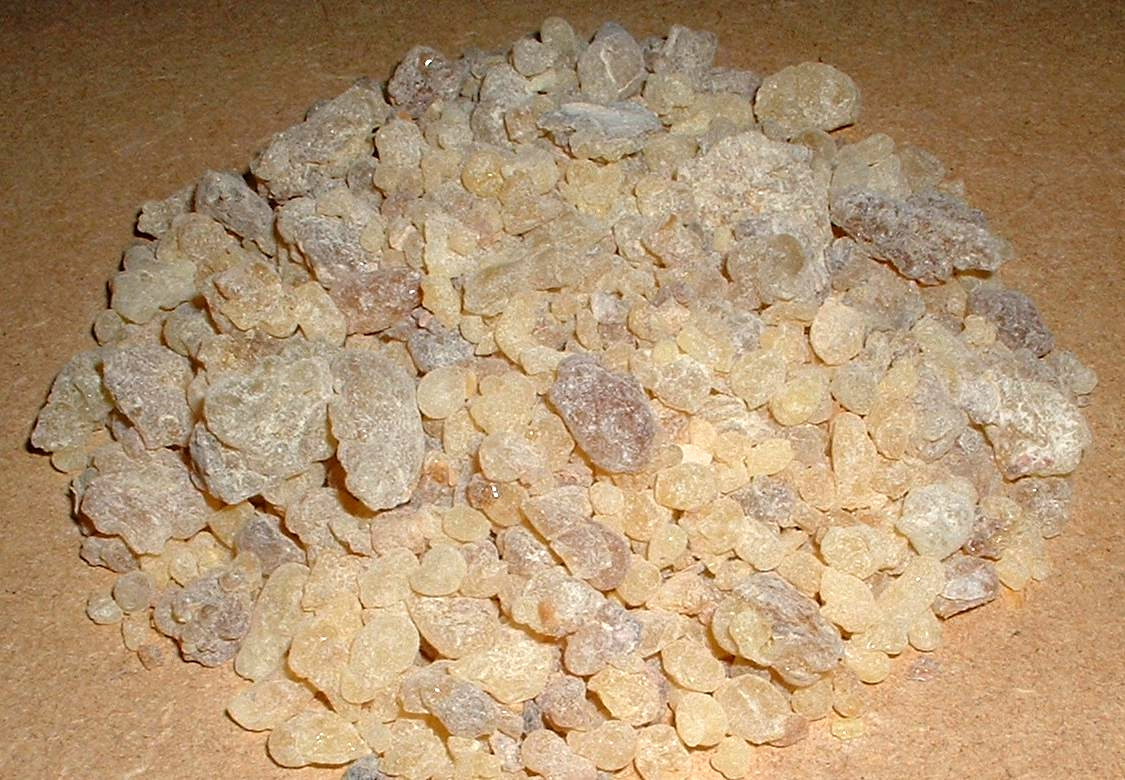
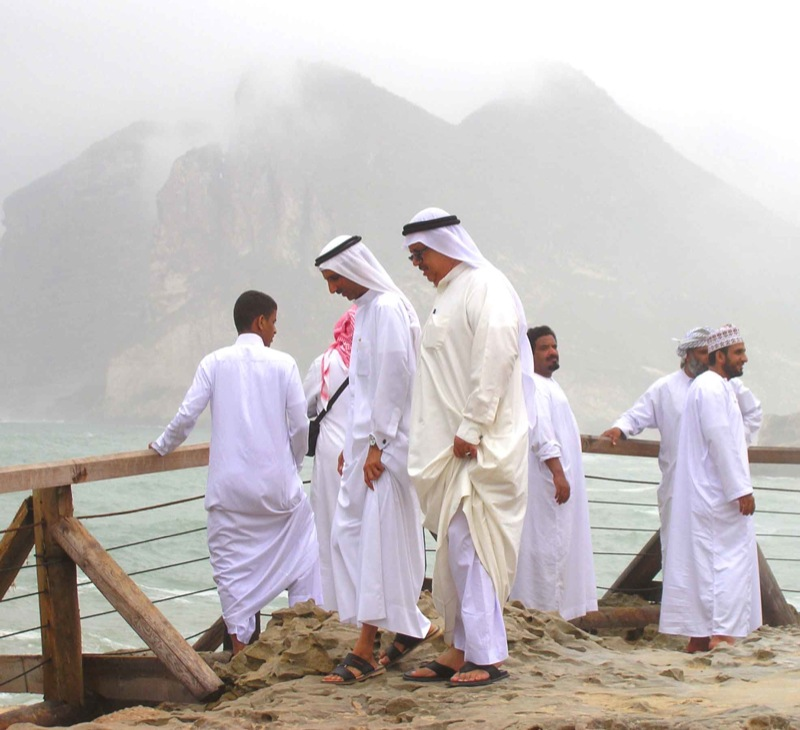
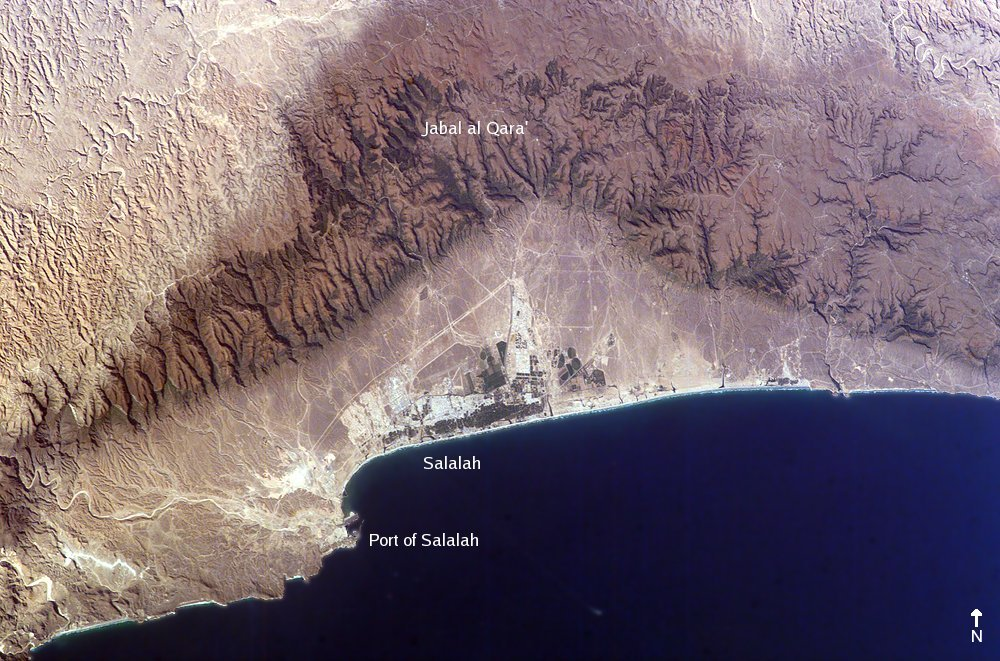
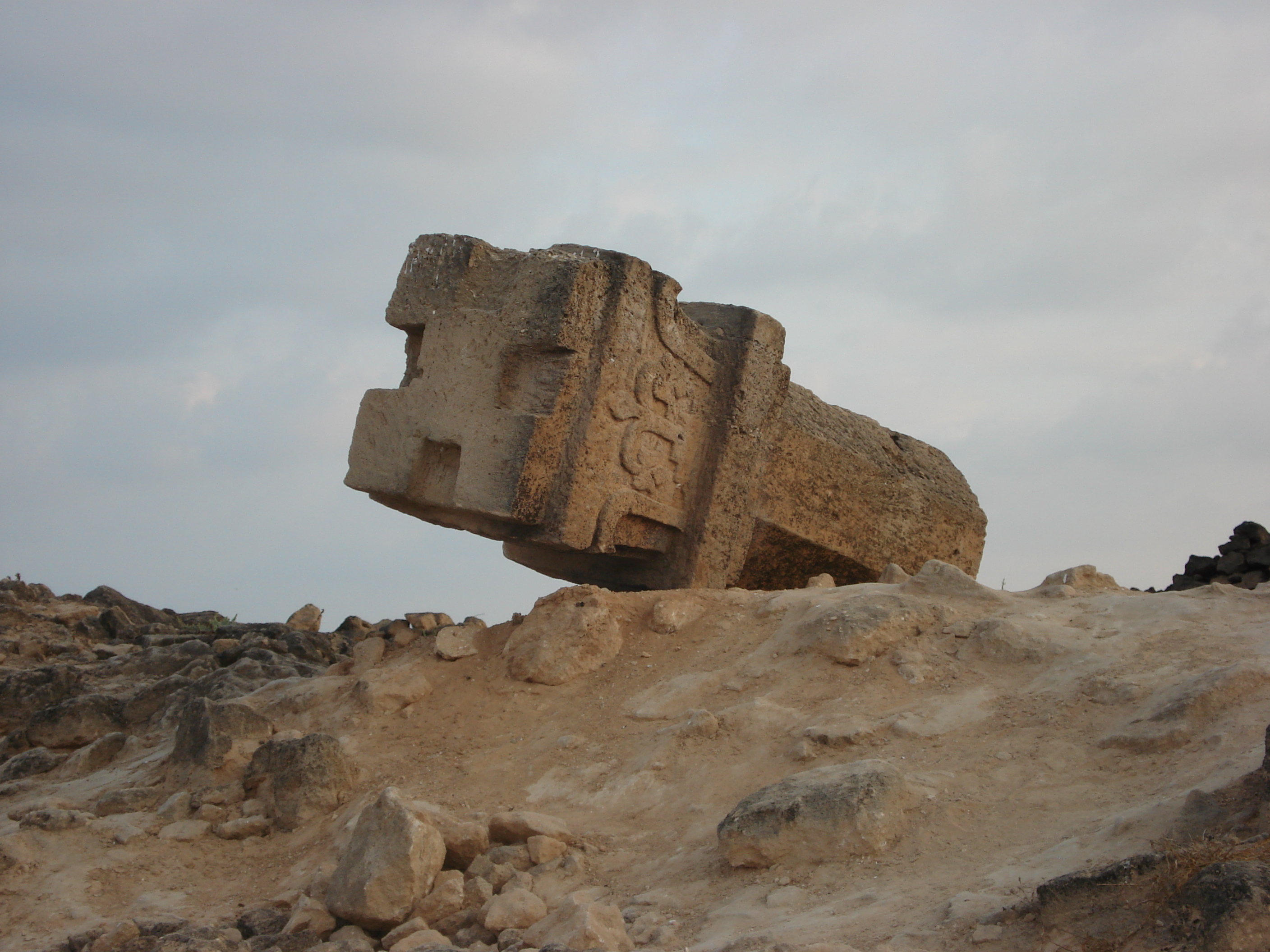

## انظر ايضا
- السياحة في سلطنة عمان
- ولاية مرباط

## وصلات خارجية
- صلالة من موقع وزارة الإعلام
- محافظة ظفار من موقع وزارة الإعلام
- المركز الوطني للإحصاء والمعلومات، سلطنة عمان
- الخريف في صلالة استطلاع مصور من مجلة العربي